# Micae Phạm Minh Cường
Micae (Michael) Phạm Minh Cường (tên tiếng Anh thông dụng: Michael Pham; sinh 1967) là một giám mục người Mỹ gốc Việt. Ông hiện đảm trách vai trò Giám mục chính tòa Giáo phận San Diego. Khẩu hiệu Giám mục của ông là United in Christ (Hiệp nhất trong Chúa Kitô).
Trước khi đảm nhận vai trò Giám mục chính tòa, Giám mục Cường được Giáo hoàng Phanxicô bổ nhiệm làm giám mục phụ tá Giáo phận San Diego, Hoa Kỳ vào năm 2023 và  từng là Giám quản Giáo phận (diocesan administrator) của Giáo phận San Diego, kể từ ngày 18 tháng 3 năm 2025. Ông là vị giám mục người Mỹ gốc Việt thứ tư phục vụ tại Hoa Kỳ, kể từ giám mục người Mỹ gốc Việt tiên khởi Đa Minh Mai Thanh Lương (2003). Khẩu hiệu Giám mục của ông là Hiệp nhất trong Chúa Kitô.
Rời Việt Nam thuở thiếu thời dưới dạng thuyền nhân năm 1980, cậu bé Cường đến trại tập trung tại Malaysia, sau đó được bảo trợ đến định cư tại Minnesota, Hoa Kỳ. Trong vòng ba năm sau đó, gia đình cậu đoàn tụ tại Minnesota, và đến định cư tại San Diego, California vào năm 1985. Theo học và tốt nghiệp cử nhân, và sau đó là Thạc sĩ Kỹ thuật hàng không Đại học San Diego, cậu quyết định đi theo con đường tu trì. Sau quá trình tu học tại các Chủng viện Thánh Phanxicô và Thánh Patrick, cậu được truyền chức linh mục cho giáo phận vào năm 1999.
Trước khi được bổ nhiệm chức giám mục phụ tá Giáo phận San Diego vào tháng 6 năm 2023, Giám mục người Mỹ gốc Việt Michael Pham nguyên là linh mục chánh xứ của giáo xứ Good Shepherd ở San Diego. Ông cũng là linh mục tổng đại diện của Giáo phận San Diego (từ năm 2018). Giám mục Micae Phạm Minh Cường có khả năng sử dụng tiếng Việt, tiếng Anh và tiếng Tây Ban Nha.

## Thân thế và tu tập
Micae Phạm Minh Cường sinh ngày 27 tháng 1 năm 1967 tại Đà Nẵng, Việt Nam, nguyên quán tại giáo xứ Quần Cống, giáo phận Bùi Chu, là người con trai lớn nhất trong gia đình. Thân phụ ông là người Công giáo, từng cộng tác với người Mỹ do là thành viên trong quân đội Việt Nam Cộng hòa. Sau biến cố năm 1975, tài sản của ông bị tịch thu và bản thân ông này bị đưa đi học tập cải tạo, sau đó được trả tự do. Sau đó, ông trở thành một ngư dân và góp nhiên liệu để thay cho vàng cho chuyến tàu vượt biên.
Sinh trưởng tại Việt Nam Cộng Hòa thuở thiếu thời trong thập niên 1970, cậu bé Cường có ấn tượng với linh mục cậu quen biết và đã có ước muốn làm linh mục khi cậu được 10 tuổi.
Tháng 7 năm 1980, cậu bé Cường rời Việt Nam dưới dạng thuyền nhân, cùng với một người chị và em trai của mình trên một con thuyền quá tải, chở trên mình 119 cư dân trên tổng số trọng tải là cho 60 người, di chuyển trên một chiếc tàu không có thức ăn và rất ít nước uống, với không gian được mô tả là "không có chỗ để ngồi xuống" và "bị nhồi nhét như trong hộp cá mòi". Kế hoạch rời bến được đưa ra vào đêm cùng ngày khi chiếc thuyền-vốn bị tạm giữ do tham gia hoạt động vượt biên, được trả về vào sáng cùng ngày. Trải qua cướp biển và mạn tàu bị nứt phải vá tạm bằng quần áo, ba chị em cậu bé Cường sau đó cập bến trại tị nạn tại Pulau Bidong, Malaysia, sinh sống tại đây trong vòng ba tháng trước khi được một gia đình Hoa Kỳ bảo lãnh đến sinh sống tại Blue Earth, Minnesota. Đề đến được với người bảo trợ, ba chị em cậu Cường bị chuyển đến sống tại Kuala Lumpur trong một tháng, sau đó đến Nhật Bản, Seattle (Hoa Kỳ), và cuối cùng đến Minnesota vào cuối tháng 2 năm 1981.
Một vài tháng sau đó, một người chị đến sinh sống cùng họ, và các thành viên còn lại trong gia đình (bốn anh chị em và song thân cậu Cường) đến định cư tại Minnesota từ năm 1983. Tại Minnesota, cậu bé Cường theo học trung học, nhưng rời đi khi chưa tốt nghiệp.
Gia đình cậu Phạm Minh Cường rời Minnesota đến San Diego, California sinh sống vào năm 1985. Phạm Minh Cường tốt nghiệp trung học tại San Diego và theo học tại San Diego State University, tốt nghiệp cử nhân và thạc sĩ kỹ thuật hàng không. Sau đó, Phạm Minh Cường đi làm cho Continental Graphics, hỗ trợ lưu trữ thông tin của công ty Boeing. Phạm Minh Cường đã nộp đơn vào chủng viện mà không có sự chấp thuận của thân phụ, do ông này phản đối ý định tu trì của cậu. Cả hai ông bà song thân đều phản đối ý định tu trì, tuy vậy dần chấp nhận rằng họ không thể ngăn cản con trai theo con đường tu trì. Trước đó, Phạm Minh Cường có một mối tình đơn phương, tuy nhiên khi người này viết thư mong muốn nối lại mối quan hệ với cậu, cũng trong tuần đó, cha cậu đã quyết định đồng ý về việc cho cậu theo con đường tu trì. Cậu đã quyết định chọn đi theo con đường tu trì.
Do nhận thấy có mong muốn đi theo con đường tu trì (ơn gọi), cậu chuyển đến học tại Chủng viện Thánh Phanxicô tại Đại học San Diego. Ông tốt nghiệp chủng viện này với hai văn bằng: Cử nhân Thần học (STB - bậc I) và Thạc sĩ Thần học (Mdiv.). Sau khi hoàn thành chương trình Chủng viện Saint Patrick ở Menlo Park, California, chủng sinh Phạm được thụ phong linh mục cho Giáo phận San Diego vào ngày 25 tháng 6 năm 1999.

## Linh mục
Sau khi được thụ phong linh mục, linh mục Micae Phạm Minh Cường (Michael Pham) thi hành mục vụ với vai trò linh mục phó xứ tại giáo xứ St. Mary, Star of the Sea ở Oceanside từ năm 1999 đến năm 2001. Ông làm giám đốc ơn gọi của giáo phận từ năm 2001 đến năm 2004. Michael Pham là linh mục chánh xứ giáo xứ Holy Family, San Diego từ năm 2004 đến năm 2014 và kiêm nhiệm tại giáo xứ St. Therese ở San Diego từ năm 2014 đến 2016. Năm 2016, ông được bổ nhiệm làm linh mục coi sóc giáo xứ Good Shepherd ở San Diego cho đến nay (2023). Giáo xứ này là một trong những giáo xứ lớn nhất của Giáo phận San Diego. Năm 2009, ông tốt nghiệp văn bằng Thạc sĩ Khoa học ngành Tâm lý học.
Linh mục Cường sau đó là linh mục đại diện cho các cộng đồng sắc tộc và đa văn hóa kể từ năm 2017. Do chức vụ này, ông được ghi nhận là đã làm cho các cộng đồng đa sắc tộc trong giáo phận thêm vững mạnh. Kể từ sáu năm trước (2017), ông đã cho cử hành Lễ Hiện Xuống cho mọi Dân tộc và đã thu hút sự tham dự của ít nhất 2.000 giáo dân hằng năm.
Kể từ ngày 5 tháng 9 năm 2019, linh mục Phạm Minh Cường là tổng đại diện của Giáo phận San Diego. Ông cũng là Tổng Đại diện gốc Việt tiên khởi tại giáo phận này. Linh mục Michael Phạm đã tham dự Chủng viện Saint Patrick ở Menlo Park, California vào năm 2020 và đã hoàn thành văn bằng Cử nhân Thần học Thánh bậc II (Licentiate of Sacred Theology).

## Giám mục

### Bổ nhiệm và tấn phong
Ngày 6 tháng 6 năm 2023, Văn phòng Báo chí Tòa Thánh loan tin Giáo hoàng đã bổ nhiệm linh mục Michael Pham, Tổng Đại diện Giáo phận San Diego, làm giám mục phụ tá Giáo phận San Diego. Cùng trong tin bổ nhiệm này, Tòa Thánh cũng chọn linh mục Felipe Pulido, thuộc linh mục đoàn Giáo phận Yakima, Washington, làm giám mục phụ tá San Diego. Lễ tấn phong cho hai giám mục tân cử đã được ấn định vào ngày 28 tháng 9 năm 2023. Việc bổ nhiệm linh mục Michael Pham làm giám mục được công bố tại Washington, DC vào ngày 6 tháng 6 năm 2023, bởi Tổng Giám mục Christophe Pierre, sứ thần Tòa Thánh tại Hoa Kỳ.
Theo số liệu linh mục Phạm Minh Cường cho biết, vào năm 2019, có khoảng 5.000 gia đình giáo dân gốc Việt tại Giáo phận San Diego, và bảy linh mục gốc Việt thực hiện việc mục vụ tại đây. Trong số linh mục này có ba vị đảm nhận chức chính xứ (2 giáo xứ Việt Nam và 1 giáo xứ Hoa Kỳ). Giám mục Phạm Minh Cường được tấn phong giám mục vào lúc 2 giờ (giờ địa phương) ngày 28 tháng 9 năm 2023. Thánh lễ Tấn phong được truyền hình trực tiếp trên Website giáo phận San Diego. Trên huy hiệu của ông có hình một tổ con ong tượng trưng cho Thánh Gioan Kim Khẩu, vị thánh bổn mạng khi ông được phép rửa tội.

### Kiêm chức Giám quản Giáo phận
Ngày 17 tháng 3 năm 2025, Hội đồng Tư vấn Giáo phận San Diego, gồm ba giám mục và tám linh mục đã bầu chọn Giám mục Phạm Minh Cường làm Giám quản Giáo phận (diocesan administrator) của Giáo phận San Diego, thay thế Hồng y Robert McElroy (nguyên giám mục chính tòa) được bổ nhiệm làm Tổng giám mục Washington D.C. Đây là lần đầu tiên một giám mục Hoa Kỳ gốc Việt Nam đảm nhận chức giám quản của một giáo phận Công giáo tại Hoa Kỳ.

### Giám mục San Diego
Ngày 22 tháng 5 năm 2025, Giám mục Phạm Minh Cường được Giáo hoàng Lêô XIV bổ nhiệm làm Giám mục chính tòa San Diego. Giám mục Cường là giám mục người Hoa Kỳ đầu tiên được tân giáo hoàng bổ nhiệm. Ông là giám mục gốc Á Châu thứ ba, và là giám mục người Mỹ gốc Việt đầu tiên đảm nhận vai trò giám mục chính tòa của một giáo phận tại Hoa Kỳ. Giám mục Michael sẽ nhậm chức Giám mục chính tòa vào ngày 17 tháng 7 năm 2025.

## Tông truyền
Giám mục Micae Phạm Minh Cường được tấn phong giám mục năm 2023, thời Giáo hoàng Phanxicô, bởi:
- Chủ phong: Hồng y Robert Walter McElroy, Giám mục chính tòa Giáo phận San Diego, Hoa Kỳ.
- Hai giám mục phụ phong: Giám mục Joseph Jude Tyson, Giám mục chính tòa Giáo phận Yakima, WA và Giám mục John Patrick Dolan, Giám mục chính tòa Giáo phận Phoenix, AZ